# Tierpark Wolgast
Koordinaten: 54° 4′ 19,6″ N, 13° 46′ 23,9″ O
Der Tierpark Wolgast ist ein zoologischer Garten in der Stadt Wolgast im Nordosten des Landes Mecklenburg-Vorpommern. Neben seiner regionalen Bedeutung als Heimattierpark gewinnt der Park aufgrund der Lage der Stadt Wolgast in unmittelbarer Nähe zur deutsch-polnischen Grenze auch zunehmend an Popularität bei Besuchern aus der Republik Polen. Der Tierpark befindet sich am nördlichen Rand von Wolgast im Wohngebiet Tannenkamp auf einer Waldfläche von etwa zehn Hektar. Es können circa 400 Tiere aus 52 Arten besichtigt werden. Zu den letzten größeren Neuzugängen gehören unter anderem Kängurus und Emus, die in einem gemeinsamen Gehege gehalten werden. Des Weiteren verfügt der Park über einen Naturlehrpfad und ein Streichelgehege.

## Geschichte
Der Tierpark Wolgast entstand durch größtenteils freiwillige Bauleistungen der Wolgaster Bürger im Wolgaster Tannenkamp. Dieses zur Stadt gehörende Waldgebiet war bereits ab den 1920er Jahren ein beliebtes Ausflugsziel für die Einwohner der Stadt gewesen. Zum Ende der 1950er Jahre gab es Pläne, das Areal zu einem „Volkspark Tannenkamp“ auszubauen. Mit den Bauarbeiten zum Tierpark wurde dann im Oktober 1960 begonnen, obwohl noch keine offizielle Genehmigung durch die zuständigen Behörden vorlag. Diese wurde erst drei Jahre später am 23. März 1963, und damit erst nach der Einweihung der Anlage am 1. Mai 1961, erteilt. Zur Eröffnung erhielt der „Heimattiergarten Wolgast“ vom Rostocker Zoo zwei Braunbären und einen Kragenbären. Weitere Tiere spendete der Zoo Leipzig. Beginnend mit dem ersten Bären-Nachwuchs 1965/1966 entwickelte sich im Tierpark Wolgast im Laufe der folgenden Jahre eine erfolgreiche Bärenzucht, aus der Tiergärten in der gesamten DDR Nachkommen erhielten. Am 1. Mai 1981 übernahm der Rat der Stadt Wolgast die Rechtsträgerschaft für das gesamte Tierparkgelände vom staatlichen Forstwirtschaftsbetrieb Stralsund.
Nach 1990 sind viele Gehege erweitert oder durch weiträumige Neubauten ersetzt worden.
Deutschlandweit einzigartig ist die erfolgreiche Zucht der Braunen Makis. Der Park hatte diese Tiere erst im März 2005 vom Parc Merveilleux in Luxemburg übernommen. Träger des Tierparks ist seit seiner Gründung am 24. April 1994 der Verein „Tierpark Tannenkamp Wolgast e. V.“.